# سیاره آیکاتسو! فیلم
سیاره آیکاتسو! فیلم (انگلیسی: Aikatsu Planet! The Movie) یک فیلم موزیکال ترکیبی ژاپنی توکوساتسو/انیمه محصول ۲۰۲۲ بر اساس یک مجموعه تلویزیونی با همین نام است که توسط بی‌ان پیکچرز ساخته شده‌است.